# Stephen Adams (Fußballspieler)
Stephen Adams (* 28. September 1984 in Tema) ist ein ghanaischer Fußballtorwart. Er steht zurzeit bei den Aduana Stars unter Vertrag.

## Karriere

### Verein
Adams begann 1998 bei dem Verein Great Ambassadors mit dem Fußballspielen. 2004 oder 2005 wechselte er zu Real Sportive Tema, wo er sich jedoch nicht gegen Laud Quartey durchsetzen konnte. Erst nachdem er 2009 zu den Aduana Stars wechselte, gelang ihm der Durchbruch. Er trug mit starken Leistungen dazu bei, dass der gerade erst aufgestiegene Verein 2010 die ghanaische Meisterschaft gewinnen konnte. Dabei musste die Mannschaft in 30 Spielen nur zehn Gegentore hinnehmen. Adams wurde als bester Torhüter der Saison geehrt.
2014 wurde in den Medien über einen Wechsel zu Hearts of Oak Accra spekuliert. Adams erklärte jedoch, weiter für Aduana spielen zu wollen. Der Torwarttrainer der Nationalmannschaft legte ihm einen Wechsel ins Ausland nahe.

### Nationalmannschaft
Bereits im Vorfeld der Weltmeisterschaft 2010 wurde Adams in den vorläufigen Kader Ghanas berufen. Letztendlich fuhren jedoch Daniel Adjei und Stephen Ahorlu als Vertreter von Richard Kingson nach Südafrika. Bei der Nationenmeisterschaft 2011 stand Adams im ghanaischen Kader und kam zu einem Einsatz. Die Mannschaft schied in der Vorrunde nach drei Niederlagen aus.
2014 nahm Adams mit Ghana erneut an der Nationenmeisterschaft teil und zeigte eine sehr starke Leistung. Ghana erreichte den zweiten Platz. Dabei gelang es keiner Mannschaft, Adams aus dem regulären Spiel zu überwinden, alle sechs Gegentore fielen durch Elfmeter.
Daraufhin wurde Adams von Trainer James Kwesi Appiah in den Kader der A-Nationalmannschaft berufen, mit der er an der Weltmeisterschaft 2014 teilnimmt.